# Синдром Шмахмана
Синдром Шмахмана, також відомий як Мозочковий когнітивний афективний синдром(CCAS) це стан, який є наслідком ураження (пошкодження) мозочка головного мозку.
Це відноситься до сукупності дефіцитів у когнітивних сферах виконавчої функції, просторового пізнання, мови та афекту в результаті пошкодження мозочка. Порушення виконавчої функції включають проблеми з плануванням, зміною обстановки, абстрактним міркуванням, плавністю мовлення та оперативною пам'яттю, а також відволікання та неуважність. Проблеми з мовою включають диспрозодію, аграматизм і легку аномію. Дефіцит просторового пізнання призводить до зорово-просторової дезорганізації та погіршення зорово-просторової пам'яті. Зміни особистості проявляються як притуплення афекту або розгальмованість і неадекватна поведінка. Ці когнітивні порушення призводять до загального зниження інтелектуальних функцій. CCAS кидає виклик традиційному погляду на те, що мозочок відповідає виключно за регуляцію рухових функцій. Зараз вважається, що мозочок відповідає за моніторинг як моторних, так і немоторних функцій. Вважається, що немоторні порушення, описані в CCAS, викликані дисфункцією зв'язків мозочка з корою головного мозку та лімбічною системою.

## Симптоми та ознаки
CCAS описано як у дорослих, так і у дітей. Точні прояви можуть відрізнятися залежно від людини, ймовірно, відображаючи точне розташування пошкодження в мозочку. Згодом ці дослідники розробили афективний компонент CCAS, тобто нейропсихіатричні феномени. Вони повідомили, що пацієнти з ізольованою травмою мозочка можуть демонструвати відволікання, гіперактивність, імпульсивність, розгальмованість, тривогу, ритуальну та стереотипну поведінку, нелогічне мислення та відсутність емпатії, агресію, дратівливість, жуйну та нав'язливу поведінку, дисфорію та депресію, тактильну оборону та сенсорне перевантаження, апатію, дитячу поведінку та нездатність усвідомити соціальні кордони і визначити приховані мотиви.
CCAS можна розпізнати за структурою дефіциту виконавчої функції, зорово-просторового пізнання, мовної здатності та змін емоцій та особистості. Відсутність діагностики відображає недостатню обізнаність цього синдрому в науковому та медичному співтоваристві. Визначення природи виникнення цього явища також може бути складним. Рівні депресії, тривоги, відсутності емоцій і дерегуляції афекту в кожного пацієнта відображаються по різному. Симптоми CCAS часто є помірно вираженими після гострої травми у дорослих і дітей, але мають тенденцію до зменшення з часом. Це підтверджує думку про те, що мозочок бере участь у регуляції когнітивних процесів.

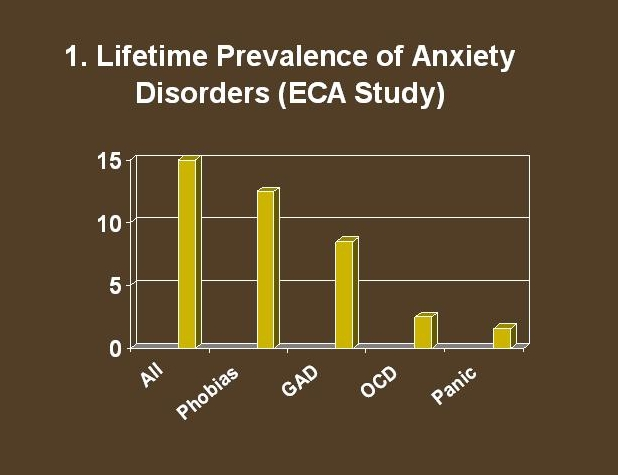
Поширеність тривожних розладів протягом життя (дослідження ECA)

### Розлади психіки
Існує низка психічних розладів, які пов'язані з дисфункцією мозочка і які схожі на симптоми CCAS. Було припущено, що ураження в мозочку можуть бути відповідальними за певні характеристики психічних розладів, таких як шизофренія, депресія, біполярний розлад, синдром дефіциту уваги з гіперактивністю (СДУГ), дислексія розвитку, синдром Дауна та синдром ламкої X-хромосоми. Гіпотезу дисметрії мислення Шмахмана було застосовано до цих психічних розладів. Існує припущення що при шизофренії вининкає дисфункція корково-таламо-мозочкового контуру, що призводить до проблем з емоційною поведінкою та когнітивними функціями. Підтримкою цієї ідеї є посмертні дослідження, які показали менші передні частини мозочка і знижену щільність клітин Пуркіньє в череві при шизофренії. Є кілька доказів, які підтверджують гіпотезу про те, що симптоми деяких психічних розладів є результатом дисфункції мозочка. Одне дослідження показало, що люди з шизофренією мали менший нижній мозочок і меншу асиметрію півкуль мозочка, ніж дорослі люди контрольної групи. Також було виявлено, що люди з СДУГ мають менші нижні кінцівки, ніж контрольна група. Інші дослідження показали, що розмір мозочка корелюється з тяжкістю СДУГ. Дослідження людей з дислексією показало нижчу активацію за допомогою позитронно-емісійної томографії (ПЕТ) у мозочку під час рухового завдання порівняно з контрольною групою. Вивчаючи CCAS, можна глибше зрозуміти патологію цих психічних розладів. 

## Причина появи
Причини CCAS призводять до варіацій симптомів, але загальне ядро симптомів можна побачити незалежно від етіології. Причини CCAS включають агенезію мозочка, дисплазію та гіпоплазію, мозочковий інсульт, пухлину, церебеліт, травму та нейродегенеративні захворювання (такі як прогресуючий над'ядерний параліч та множинна системна атрофія). CCAS також може спостерігатися у дітей з пренатальними, ранніми післяпологовими порушеннями або порушеннями розвитку. У цих випадках є ураження мозочка, що призводить до когнітивного та емоційного дефіциту. Тяжкість CCAS змінюється залежно від місця та ступеня ураження. У первинному звіті, в якому описано цей синдром, пацієнти з двопівкульним інфарктом, панцеребеллярною хворобою або інфарктами великої односторонньої задньої нижньої мозочкової артерії (PICA) мали більший когнітивний дефіцит, ніж пацієнти з невеликими інфарктами PICA справа, малою правою передньою внутрішньою артерією мозочка або верхньої мозочкової артерії. артерії (SCA) території. Загалом, пацієнти з ураженням задньої частки мозочка або з двостороннім ураженням мали найбільшу тяжкість симптомів, тоді як пацієнти з ураженням передньої частки мали менш виражені симптоми. Було виявлено, що у дітей з астроцитомою результати нейропсихологічних тестів були кращими, ніж у дітей з медулобластомою. Діагностуючи пацієнта з CCAS, медичні працівники повинні пам'ятати, що CCAS має багато різних причин. 

## Патологія

### Мозочкові шляхи
Існують шляхи, які були запропоновані для пояснення немоторних дисфункцій, які спостерігаються при CCAS. Провідною точкою зору на CCAS є гіпотеза про дисметрію мислення, яка передбачає, що немоторні дефіцити при CCAS спричинені дисфункцією церебрально-мозкової системи, яка зв'язує кору головного мозку з мозочком. Зараз вважається, що нормальний мозочок відповідає за регуляцію рухової, когнітивної та емоційної поведінки. Коли є певний тип пошкодження мозочка, ця регуляція порушується, що призводить до дерегуляції емоційної поведінки. Цей ефект порівнюють з дисметрією рухів, яка описує моторні дисфункції, що спостерігаються після уражень мозочка.
Ідеї ґрунтуються на попередніх теоріях і результатах досліджень, які вказують на те, що мозочок пов'язаний з лобовою орбітальною корою, лімбічною системою та ретикулярними структурами. Було припущення, що ці схеми задіяні в емоційній регуляції, так що враження цієї схеми призведе до поведінкових дисфункцій, таких як гіперактивність, апатія та поведінка, пов'язана з пошуком стимулів.
Шлях починається в нейронах шару V кори головного мозку, які виступають через мозкову ніжку до нейронів передньої частини моста (основа моста). Аксони моста проходять через контралатеральну середню мозочкову ніжку, закінчуючись у корі мозочка у вигляді мохоподібних волокон. Ланцюг зворотного зв'язку від мозочка до кори головного мозку також є двоступеневою системою. Кора мозочка проектується до глибоких ядер мозочка (кірково-ядерний мікрокомплекс). Глибокі ядра потім проектуються до таламуса, який, у свою чергу, проектується назад до кори головного мозку. Це церебрально-мозочковий контур є ключовим для розуміння моторної, а також немоторної ролі мозочка. Відповідні когнітивні зони кори головного мозку, які виступають на мозочок, включають задню тім'яну кору (просторове усвідомлення), супрамодальні області верхньої скроневої звивини (мова), задні парагіппокампальні області (просторова пам'ять), зони зорових асоціацій у парастріатну кору (зорова обробка вищого порядку) і префронтальну кору (складні міркування, увагу до суджень і робочу пам'ять). Є також виступи від поясної звивини до моста. Організація цих анатомічних шляхів допомагає прояснити роль, яку мозочок відіграє в моторних, а також немоторних функціях. Також було показано, що мозочок з'єднує ядра стовбура мозку з лімбічною системою, що впливає на функцію нейромедіаторів серотоніну, норадреналіну та дофаміну та лімбічну систему. Зв'язок з лімбічною системою, ймовірно, лежить в основі афективних симптомів CCAS. 

### Анатомія мозочка

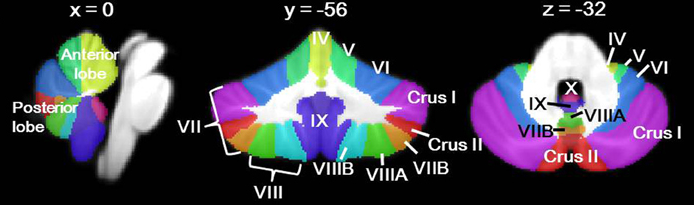
Анатомія мозочка, показана на корональних, сагітальному та аксіальному зрізах за допомогою просторово неупередженого інфратенторіального (SUIT) атласу (Diedrichsen, 2006; Diedrichsen et al., 2009). Мозочок підрозділяється на три частки (передню, задню і флокулонодулярну [часточка X]) і 10 часток (I-X). У людини VII частка підрозділяється на Crus I, Crus II і VIIB, а частка VIII поділяється на VIIIA і VIIIB. Жовті, I–IV часточки; світло-зелений, частка V; блакитний, VI частка; пурпурний, частка VII (Crus I); червоний, частка VII (Crus II); помаранчевий, частка VII (VIB); зелений, частка VIIIA; аква, частка VIIIB; темно-фіолетовий, IX частка; рожево-фіолетовий, X.

Існує припущення, що певні частини мозочка відповідають за різні функції. Огляд мозочка показав, що сенсомоторна, моторна та соматосенсорна інформація обробляється в передній частці, зокрема в частках V, VI, VIII A/B. Задня частка (зокрема VI і VII часточки мозочка) відповідає за когнітивні та емоційні функції. Долька VII включає верміс по середній лінії, а також півкульові частини часточки VIIA (Crus I і Crus II) і часточки VIIB).
Це пояснює, чому CCAS виникає при пошкодженні задньої частки. У дослідженні Levisohn et al. діти з CCAS продемонстрували позитивну кореляцію між пошкодженням серединної лінії хребта та порушеннями афекту. Дослідники припустили, що дефіцит афекту пов'язаний з пошкодженням мозочка і фастігіальних ядер. Ці уявлення узгоджувалися з попереднім припущенням (психіатра Роберта Г. Хіта), що верміс мозочка відповідає за емоційну регуляцію. Ядра мозочка також мають специфічні функції. Проміжне ядро бере участь у моторній функції, зубчасте ядро в когнітивних функціях, а фастігіальне ядро в лімбічних функціях. Було показано, що філогенетично зубчасті ядра розвинулися з асоціативними областями фронтальної кори, тим самим підтверджуючи точку зору, що зубчасте ядро відповідає за когнітивні функції.

### Латералізація
Були проведені дослідження, які демонструють латеральний вплив пошкодження мозочка на CCAS. Мова в мозочку, здається, є контралатеральною до домінантної мовної півкулі в лобових частках, тобто якщо мова домінує в лівій півкулі лобових часток, права сторона мозочка відповідатиме за мову (див. Tedesco та інші для обговорення відсутності латералізації). Латералізація також спостерігається при зорово-просторових функціях. Дослідження показало, що пацієнти з ураженням лівого мозочка гірше виконували зорово-просторове завдання, ніж пацієнти з ураженням правого мозочка та здорові дорослі контрольної групи. Також було показано, що ураження правого мозочка призводять до більшого когнітивного дефіциту, ніж ураження лівої півкулі.

## Лікування
Сучасні методи лікування CCAS спрямовані тільки на полегшення симптомів. Одним з методів лікування є когнітивно-поведінкова терапія (КПТ), яка передбачає усвідомлення пацієнтом своїх когнітивних проблем. Наприклад, багатьом пацієнтам із CCAS важко виконувати багатозадачні функції. За допомогою CBT пацієнт повинен усвідомлювати цю проблему та зосереджуватися лише на одному завданні. Ця методика також використовується для полегшення деяких рухових симптомів. У дослідженні пацієнта, який переніс інсульт і захворів CCAS, покращення розумових функцій і уваги було досягнуто за допомогою терапії орієнтації на реальність і тренування процесу уваги. Терапія, орієнтована на реальність, складається з постійного впливу на пацієнта подразників минулих подій, таких як фотографії. Тренування процесу концентрації уваги складається із зорових і слухових завдань, які, як було показано, покращують увагу. Пацієнту було важко застосувати ці навички до «реальних» ситуацій. Саме допомога його родини вдома значно допомогла йому відновити здатність виконувати повсякденні дії. Родина мотивувала пацієнта виконувати основні завдання та складала регулярний графік, якого він мав дотримуватися.
Також було запропоновано як можливе лікування психічних розладів мозочка Транскраніальна магнітна стимуляція (ТМС). В одному дослідженні використовували ТМС для лікування пацієнтів із шизофренією. Після стимуляції пацієнти показали підвищене почуття радості, уважність та енергію. Нейропсихологічне тестування після стимуляції показало покращення робочої пам'яті, уваги та візуальних просторових навичок. Іншим можливим методом лікування CCAS є виконання вправ, які використовуються для полегшення рухових симптомів. Доведено, що ці фізичні вправи також допомагають усунути когнітивні симптоми.
Ліки, які допомагають полегшити дефіцит при черепно-мозкових травмах у дорослих, були запропоновані як кандидати для лікування CCAS. Було доказано, що бромокриптин, прямий агоніст D2, допомагає при дефіциті виконавчої функції та здатності до просторового навчання. Доведено, що метилфенідат допомагає при дефіциті уважності. Жоден із цих препаратів ще не був протестований на популяції CCAS. Також може бути, що деякі симптоми CCAS з часом покращуються без будь-якого лікування. У первинному звіті CCAS чотири пацієнти з CCAS були повторно обстежені через один-дев'ять місяців після первинної нейропсихологічної оцінки. У трьох пацієнтів спостерігалося покращення дефіциту без будь-якого формального лікування, хоча виконавча функція все ще була на одне стандартне відхилення нижче середнього. В одного пацієнта дефіцит посилився з часом. У цього пацієнта була атрофія мозочка та погіршилися зорово-просторові здібності, формування понять і вербальна пам'ять. Жодне з цих методів лікування не було перевірено на достатньо великій вибірці, щоб визначити, чи допоможуть вони загальній популяції CCAS. Необхідно провести подальші дослідження методів лікування CCAS. 

## Майбутні дослідження
CCAS потребує більш широкого вивчення щоб визначити довгострокові наслідки CCAS. Одним із способів це зробити є вивчення крововиливу в мозочок, що відбувається в дитинстві. Це дозволить CCAS вивчати протягом тривалого періоду, щоб побачити, як CCAS впливає на розвиток. Дослідникам може бути цікаво провести додаткові дослідження дітей із CCAS, оскільки рівень виживання дітей із пухлинами мозочка зростає. Сподіваємося, що майбутні дослідження дадуть нові знання про CCAS і розроблять кращі методи лікування. 